# Ateca
Ateca è un comune spagnolo di circa 2 000 abitanti situato nella comunità autonoma dell'Aragona.